# Wu Dayu
Wu Dayu (吳大羽), né le 5 décembre 1903 et mort le 1er janvier 1984, est un peintre et professeur chinois.
Son œuvre mêle art moderne occidental et art traditionnel chinois.